# ویلارد (مینه‌سوتا)
ویلارد، مینه‌سوتا (به انگلیسی: Villard, Minnesota) یک شهر در ایالات متحده آمریکا است که در شهرستان پوپ (ابهام‌زدایی) واقع شده‌است.

## خصوصیات
ویلارد ۲٫۰۷ کیلومترمربع مساحت و ۲۵۴ نفر جمعیت دارد و ۴۱۵ متر بالاتر از سطح دریا واقع شده‌است.